# 데미엔 쥬라도
데미엔 쥬라도(Damien Jurado)는 미국의 싱어송라이터이다. 워싱턴주 시애틀에서 태어났다.

## 음악 활동
데미엔 쥬라도는 1990년대 중반부터 솔로 활동을 시작하면서 카세트로만 음악을 발매하는 자신의 레이블 카사 레코딩을 통해 로우-파이 포크 노래들을 내놓았다. 시애틀 지역에서 어느 정도의 팬층이 생겨나면서 써니 데이 리얼 이스테이트(Sunny Day Real Estate)의 보컬인 제레미 에니크가 운영하는 섭 팝 레코드의 눈에 들게 되었고 두 개의 7인치 싱글을 내놓은 후 섭 팝을 통해 1997년 첫 번째 정규 앨범 《Waters Ave S.》를 발매한다. 이어 1999년 더 포시스, 빅 스타, R.E.M.의 제작자였던 켄 스트링펠로우와 함께 만든 두 번째 앨범 《Rehearsals for Departure》가 나왔다.
데미엔 쥬라도는 종종 그가 발견한 녹음된 사운드들과  현지 녹음 테크닉을 사용하였고 여러 종류의 테이프 레코딩 형식을 실험하곤 했다. 2000년 그는 그렇게 발견한 오디오 편지들과 중고품 가게들에서 찾은 테이프 플레이어와 응답기들에 담겨 있는 오디오들을 모아 《Postcards and Audio Letters》라는 앨범을 냈다. 그리고 같은 해 그의 가장 개인적인 사운드를 담은 앨범 《Ghost of David》을 발매했다. 좀 더 록과 전자 요소들이 더해진 2002년의 앨범 《I Break Chairs》는 오랜 친구였던 페드로 더 라이온(Pedro the Lion)의 데이빗 바잔이 제작을 맡았고 섭 팝 레이블에서의 마지막 앨범이었다.
인디애나에 기반을 둔 레이블인 시크릿틀리 캐나디안과 계약을 맺은 데미엔 쥬라도는 다시 그의 트레이드마크인 포크 발라드 스타일로 돌아와서 《Where Shall You Take Me?》(2003년), 《On My Way to Absence》(2005년), 《And Now That I'm in Your Shadow》(2006년)과 좀 더 록이 가미된 《Caught in the Trees》(2008), 네 장의 앨범을 냈다.

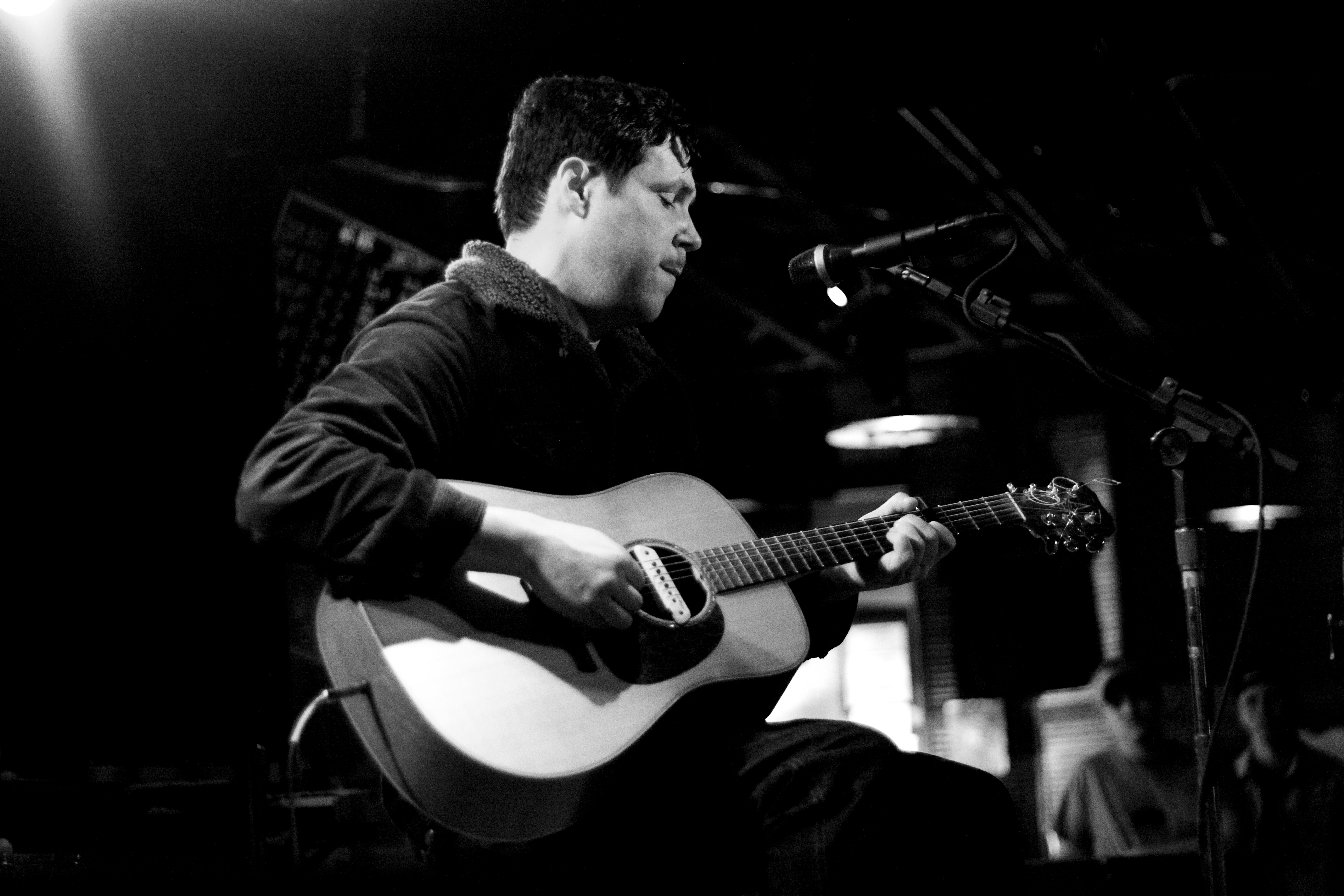
2009년 텍사스 덴톤에서 공연 중인 데미엔 쥬라도

2009년 쥬라도는 그의 형제인 드레이크와 팀을 만들어 2010년 2월 23일 "호퀴엄(Hoquiam)"이라는 이름으로 LP를 냈다. 그리고 같은 해 5월 25일 레이블의 제작자인 리차드 스위프트와 함께 작업한 솔로 앨범 《Saint Bartlett》를 발매하고 케이 케이 앤드 히스 웨더드 언더그라운드(Kay Kay and His Weathered Underground)와 함께 투어를 벌였다. 2012년 2월 21일 그의 10번째 정규 앨범이자 시크릿틀리 캐나디언 레이블에서의 여섯 번째 앨범인 《Maraqopa》이 발매되었고 2014년 1월, 제작자인 리처드 스위프트와 함께 작업한 세 번째 앨범인 《Brothers and Sisters of the Eternal Son》이 나왔다. 2016년 3월에 쥬라도는 앨범《Visions of Us on the Land》를 내고 같은 해 12월에 스위프트와 함께 2010년에 작업했던 커버 곡들을 모은 《Other People's Songs, Volume 1》을 출시했다. 2016년에 직접 제작을 맡은 앨범 《The Horizon Just Laughed》는 L.A 레코딩 스튜디오인 소닉와이어에서 작업하였고 호평을 받았다. 2018년에 쥬라도는 시크릿틀리 캐나디언 레이블을 떠나 마마 버드 레코딩과 루즈 뮤직으로 이전하여 2019년에 《The Shape Of A Storm》, 2020년에 《What's New, Tomboy?》를 발매하며 평단의 극찬을 받았다.
2022년 6월, 쥬라도는 18번째 정규 앨범을 발매했다. 

## 콜라보레이션
쥬라도는 모비의 앨범 《Innocents》 수록곡인 <Almost Home>과 <The Dogs>에 참여했으며 BYUtv의 음악 다큐멘터리 시리즈인 <오디오 파일>의 한 에피소드에 출연하기도 했다.
쥬라도의 곡 <Everything Trying>은 NBC의 시리즈 <블랙리스트>(시즌 1, 에피소드 12)와 2013년 오스카 최우수 외국어 영화상을 받은 영화 <더 그레이트 뷰티>, 폭스의 시리즈 <하우스<(시즌 7, 에피소드 14), 2011년 영화 <딜레마>에 사용되었다.
2014년 조 카나한이 감독한 범죄 스릴러 <스트레치>에 쥬라도의 곡 <Let Us All In>이 마지막 부분에 코키의 다이너가 나오는 장면으로부터 흘러나와 엔딩 크레딧이 나오는 부분까지 이어진다.
2015년 로맨틱 코메디인 <사랑과 음악사이>의 사운드트랙에 데미엔 쥬라도의 음악이 다수 포함되었다.
로테 케스트너의 2013년 앨범 《The Bluebird of Happiness》 수록곡인 <Turn the Wolves>에 듀엣으로 참여했다.
데미엔 쥬라도는 리처드 스위프트와 여러 콜라보레이션 작업을 해오고 있다.
《Visions of Us on the Land》앨범 수록곡인 <A.M. AM>과 《Saint Bartlett》 앨범 수록곡인 <Cloudy Shoes>는 2018년 넷플릭스 다큐멘터리 시리즈인 <와일드 와일드 컨츄리> 에피소드 3과 6의 주요 음악으로 삽입되었고 2020년에 쥬라도가 영국 댄스음악의 전설인 페이스리스(Faithless)와 공동 작업한 <Take Your Time>과 쥬라도의 곡 <In The Shape Of A Storm>은 넷플릭스 시리즈인 <루머의 루머의 루머>에 사용되었다.

## 음반

### 정규 음반
- Waters Ave S. (Sub Pop – 1997년 1월)[9]
- Rehearsals for Departure (Sub Pop – 1999년 3월)
- Postcards and Audio Letters (2000년)
- Ghost of David (Sub Pop – 2000년 9월)[10]
- I Break Chairs (Sub Pop – 2002년 2월)[9][11]
- Where Shall You Take Me? (Secretly Canadian – 2003년 3월)[12]
- This Fabulous Century (Burnt Toast – 2004년 10월)
- On My Way to Absence (Secretly Canadian – 2005년 4월)
- And Now That I'm in Your Shadow (Secretly Canadian – 2006년 10월)[13][14]
- Caught in the Trees (Secretly Canadian – 2008년 9월)
- Saint Bartlett (Secretly Canadian – 2010년 5월)
- Live at Landlocked (Secretly Canadian – 2011년 4월 16일)[15]
- Maraqopa (Secretly Canadian - 2012년 2월 21일)
- Brothers and Sisters of the Eternal Son (Secretly Canadian - 2014년 1월 21일) UK #100, US #101
- Visions of Us on the Land (Secretly Canadian - 2016년 3월 18일)[16]
- Other People's Songs, Volume 1 (Secretly Canadian - 2016년 12월 2일)
- The Horizon Just Laughed (Secretly Canadian - 2018년 5월 4일)
- In the Shape of a Storm (Mama Bird Recording Co. / Loose - 2019년 4월 12일)
- What's New, Tomboy? (Mama Bird Recording Co. - 2020년 5월 1일)
- The Monster Who Hated Pennsylvania (Maraqopa Records - 2021년 5월 14일)
- Reggae Film Star (Maraqopa Records - 2022년 6월 24일)

### EP
- Motorbike (1995년, Sub Pop)
- Trampoline (1996년, Sub Pop)
- Vary (1997년, Tooth & Nail)
- Gathered in Song (1998년, Made in Mexico)
- Four Songs (2001년, Burnt Toast Vinyl)
- Holding His Breath (2003년, Acuarela)
- Just in Time for Something (2004년, Secretly Canadian)
- Traded for Fire/Ghost of David Split with Dolorean (2006년, Secretly Canadian)
- Gathered in Song (2007년, Made in Mexico; 보너스 트랙 포함하여 재발매)
- LEM: Volume 1, January 2010 (2010년, Flannelgraph Records/Crossroads of America)
- Our Turn to Shine EP (2010년, Secretly Canadian; the Saint Bartlett 보너스 EP는 아마존 UK 독점 발매)
- Diamond Sea/Pentagrams (Part of The Maraqopa Sessions) (2012년, Secretly Canadian)
- Clouds Beyond/Let As All In (Part of The Maraqopa Sessions) (2012년, Secretly Canadian)
- Wyoming Songbirds/Ghost of David (The Return) (Part of The Maraqopa Sessions) (2012년, Secretly Canadian)
- The Maraqopa Sessions EP (2012년, Secretly Canadian)
- Recorded Live at Little Elephant (2017년, Little Elephant)
- Unissued EP (2020년, 자체발매)

### 싱글
- "Halo Friendly" (1997년, Summershine)
- "Chevrolet" (1998년, 영국 독점 발매, Snowstorm)
- "Letters & Drawings" (1998년, 영국 독점 발매, Ryko)
- "Big Let Down / Make Up Your Mind" (2002년, Secretly Canadian)
- "Ohio" (2014년, Filous Remix)
- "Exit 353" (2015년)
- "Birds Tricked Into The Trees" (2020년)
- "Alice Hyatt" (2020년)
- "Helena" (2021년)
- "Take Your Time" (2021년)
- "Roger" (2022년)

### 투어 발매
- Walk Along the Fence (2004년)
- Untitled 6 song EP (2006년)
- The Trees Tour EP (2007년)
- European Tour CD-R (2009년)
- Tour CD-R (2011년)

### 컴필레이션
- "Just a Closer Walk with Thee" – Bifrost Arts' Come O Spirit (Sounds Familyre, 2009년)
- Badlands - Wages Of Sin w. Rosie Thomas ″Tooth and Nail″ Rock Sampler Vol 1 -= Frustration 1997년
- "Persuading You Near" (Working Man Records) - Fall Down
- ″'78 Ltd″ - Thirty 6
- ″Songs From The Big Top″ - Ashes
- ″The Unaccompanied Voice″ - An Accapella Compilation - Dance Hall Places
- ″It Goes Without Saying″ - aka Maremont - Kicking Steve Risley
- Like Others Need Oxygen - Mr Brown
- For the Kids Three - Small as Me
- SC100 - Upstate
- Unearthed - The Heron and The Fox
- Live at KEXP Vol 8 - Working Titles
- The Walking Dead Songs of Survival - I Will Still Be Dead
- It Happened Here - Kansas City